# Baselska biskupija
Basel biskupija  (njem. Bistum Basel) katolička je biskupija u Švicarskoj. Kroz povijest su baselski biskupi imali i svjetovnu vlast kao vladari Kneževine-biskupije Basel  (Fürstbistum Basel). Biskup Basela, pak, nije stolovao u Baselu od 1528. godine. Umjesto toga kao sjedište biskupa služi Solothurn.
Danas Biskupija Basel uključuje švicarske kantone Aargau, kanton Basel-Landschaft, kanton Basel-Grad, Bern, Juru, Luzern, Schaffhausen, Solothurn, Thurgau i Zug.

## Ordinariji
- Jakob Christoph Blarer von Wartensee (1576.1608.)
- Wilhelm Rinck von Balderstein  (1609.1628.
- Johann Heinrich von Ostein (1629.1646.)
- Beat Albrecht von Ramstein (1646.1651.)
- Johann Franz Reichsritter von Schönau (1651. – 1656.)
- Johann Konrad von Roggenbach (1657. – 1693.)
- Wilhelm Jakob Rinck von Balderstein (1693. – 1705.)
- Johann Konrad Reichsfreiherr von Reinach-Hirzbach (1705. – 1737.)
- Jakob Sigismund von Reinach-Steinbrunn (1737. – 1743.)
- Joseph Wilhelm Rinck von Balderstein (1744. – 1762.)
- Simon Nikolaus Euseb Reichsgraf von Montjoye-Hirsingen (1762. – 1775.)
- Friedrich Ludwig Franz Reichsfreiherr von Wangen zu Geroldseck (1775. – 1782.)
- Franz Joseph Sigismund von Roggenbach (1782. – 1792.)
- Franz Xaver Freiherr von Neveu (1792. – 1828.)
- Josef Anton Salzmann (1828. – 1854.)
- Karl Arnold-Obrist (1854. – 1862.)
- Eugène Lachat C.Pp.S.  (1863. – 1884.)
- Friedrich Xaver Odo Fiala (1885. – 1888.)
- Leonhard Haas (1888. – 1906.)
- Jakobus von Stammler (1906. – 1925.)
- Joseph Ambühl (1925. – 1936.)
- Franz von Streng (1936. – 1967.)
- Anton Hänggi (1967. – 1982.)
- Otto Wüst (1982. – 1993.)
- Hansjörg Vogel (1994. – 1995.)
- Kurt Koch (1995. – 2010.)
- Felix Gmür (2010.– )

Za popis biskupa prije 1583, v. Popis baselskih biskupa

## Vanjske poveznice
- Bistum Basel